# Teghenis
Teghenis (armeniska: Թեղենիս) är ett berg i Armenien. Det ligger i provinsen Kotajk, 40 kilometer norr om huvudstaden Jerevan. Toppen på Teghenis är 2 775 meter över havet, och är den högsta toppen i Tsaghkunjatsbergen, på gränsen till provinsen Aragatsotn.
Terrängen runt Teghenis är kuperad åt nordost, men åt sydväst är den bergig. Närmaste större samhälle är Hrazdan, 10,4 kilometer öster om Teghenis. 
Trakten runt Teghenis består i huvudsak av gräsmarker. Runt Teghenis är det ganska tätbefolkat, med 149 invånare per kvadratkilometer.